# Dominique Seau
Pour les articles homonymes, voir Seau.
Dominique Seau, né le 30 octobre 1965 à Bagnols-sur-Cèze, est un industriel français, directeur général d'ErgoSanté.

## Biographie
Fils d'un officier de marine et originaire du Gard (Bagnols-sur-Cèze), il fait ses études à l'ESC de Reims. Durant son service militaire, il est officier de marine et accomplit un tour du monde avant ses 30 ans.
En 1994, il s'installe en Russie où il crée le service marketing des Laboratoires Garnier. Ensuite, il intègre L'Oréal dont il devient le Directeur général de la division « grande consommation » dans le pays. Il travaille ensuite à Copenhague.
Il reste onze ans dans le groupe avant d'intégrer Lu et Danone : il occupe des fonctions à Prague puis est directeur du marketing de Lu France.
En 2004, il est directeur marketing de Triumph International.
En 2007, il prend la direction d'Eminence, entreprise basée à Aimargues. En 2021, il cède sa place à Françoise Clément.
En 2023, il devient directeur général du groupe ErgoSanté, spécialisé dans la conception de solutions ergonomiques pour l’amélioration des conditions de travail.